# Methylenblåt

Methylenblåt er et farvestof, med molekyleformlen: C16H18N3SCl, der blandt andet bruges af biologer til at farve bakterier.
| Kemi | Spire Denne artikel om kemi er en spire som bør udbygges. Du er velkommen til at hjælpe Wikipedia ved at udvide den. |